# З коханням навпіл
«З коханням навпіл» — радянсько-болгарський художній фільм 1979 року, знятий режисером Сергій Мікаелян на кіностудіях «Мосфільм» і «Бояна».

## Сюжет
На одній із ділянок будівництва газопроводу «Дружба» працюють радянські та болгарські фахівці: робітники, інженери та студенти-практиканти, які вивчають вплив об'єкта, що будується, на гідрологію грунту. Петко Тошев та Костя Коротков, бригадири трубовкладальників, наполягають на зміні маршруту траси задля порятунку тридцяти гектарів родючої землі.

## У ролях
- Семен Морозов — Костя Коротков, бригадир трубовкладальників
- Велко Канєв — Петко Тошев
- Росіца Петрова — Мілена
- Вероніка Ізотова — Наташа
- Борислав Брондуков — Акимич, кадровий будівельник
- Петро Щербаков — Микола Пилипович Шадибін, начальник
- Виктор Сергачов — Полупанов, прораб
- Георгий Русєв — Колєв
- Богоміл Сімеонов — Модєв
- Тетяна Конюхова — Людмила Олександрівна Макеєва
- Стефан Костов — Кірамідаров
- Михайло Малиновський — Ігор Секачов, студент
- Володимир Самойлов — Григорій Михайлович, начальник тресту
- Борис Бачурін — робітник
- Юрій Нифонтов — Мішка
- Олена Аржанік — Оля, студентка
- Ніна Агапова — секретар
- Тетяна Новицька — Тоня, кухарка
- Вадим Андреєв — Дроздецький
- Георгій Міндов — епізод
- Асен Димитров — епізод
- Красиміра Апостолова — бригадир на будівництві в Софії
- Петр Гюров — епізод
- Стоян Гидєв — епізод
- Валентина Владимирова — Железнякова
- Ф. Лемак — епізод
- Микола Маліков — водій
- Наталія Острикова — Галя
- Олександр Пятков — водій
- Тетяна Шихова — телефоністка
- Є. Єнев — епізод
- М. Карамічева — епізод
- Кирил Ковачєв — епізод
- Божидар Лечєв — епізод
- Д. Максимов
- Л. Ралчев — епізод
- Тетяна Лебедєва — епізод
- Іван Косих — орденоносець на вечірці будівельників
- Володимир Мишкін — робітник
- Петро Кононихін — епізод

## Знімальна група
- Режисер — Сергій Мікаелян
- Сценаристи — Рустам Ібрагімбеков, Катерина Гумнерова
- Оператор — Леонід Калашников
- Художник — Юрій Фоменко
- Продюсер — Іван Кордов